# Agrilus nevadensis
Agrilus nevadensis är en skalbaggsart som beskrevs av Horn 1891. Agrilus nevadensis ingår i släktet Agrilus och familjen praktbaggar. Inga underarter finns listade i Catalogue of Life.